# Песочный переулок (Москва)
Песо́чный переу́лок — переулок, расположенный в Восточном административном округе города Москвы на территории района Сокольники.

## История
Переулок получил своё название в XIX веке по преобладавшему здесь песчаному грунту.

## Расположение
Песочный переулок проходит от Сокольнической площади на юго-запад до Маленковской улицы, пересекая улицу Сокольническая Слободка.

## Примечательные здания и сооружения
- По нечётной стороне: д. 3 (в котором жил советский функционер Л. М. Каганович), ведомственный дом, принадлежащий в последствии Министерству путей сообщения СССР, в котором проживали руководители высшего звена Министерства.
- По чётной стороне: д. 2, д. 4

## Транспорт

### Автобус
По переулку городской общественный транспорт не проходит. На улице Сокольническая Слободка, только в сторону улицы Сокольнический Вал от станции метро «Сокольники», расположена остановка «Песочный переулок» автобусов 265, 975.

### Метро
Станция метро «Сокольники» Сокольнической линии и «Сокольники» Большой кольцевой линии (соединены переходом) — юго-восточнее переулка, на Сокольнической площади.